# Auch Zwerge haben klein angefangen
Auch Zwerge haben klein angefangen ist ein surrealistisches Filmdrama aus dem Jahr 1970 von Werner Herzog. In der „verstörenden Parodie auf die Gesellschaft“ übernehmen Verrückte die Herrschaft über ihre Unterkunft und es bricht Anarchie aus. Darsteller sind ausschließlich kleinwüchsige Schauspieler.
Von der „Filmselbstkontrolle zuerst gesperrt und dann doch freigegeben, von der Filmbewertungsstelle gleich als ‚besonders wertvoll‘ prädikatisiert“, wurde der Film zwei Jahre nach seiner Fertigstellung in einem Nebenprogramm der Filmfestspiele von Cannes uraufgeführt. Kontrovers bewertet fand der Film zunächst keinen Verleih.

## Handlung
Der Film handelt von den Bewohnern eines Erziehungsheims in einer abgelegenen Provinz. Aus disziplinarischen Gründen dürfen einige der Bewohner nicht mit auf einen Ausflug, die ungewohnte Freiheit durch Abwesenheit des Direktors wird von ihnen genutzt, aus der gewohnten Ordnung auszubrechen, und äußert sich in blinder Gewalt und Zerstörungswut. Der diensthabende Erzieher nimmt einen der randalierenden Bewohner in Gewahrsam und verschanzt sich auf dem Gelände. Ohne einen angreifbaren Gegner von außen eskaliert die Situation immer mehr und die Aggression und Gewalt nimmt unter den Aufrührern immer mehr zu.
Der Film verbildlicht – dargestellt durch die ausschließlich kleinwüchsigen Schauspieler – normale Menschen in einer überdimensionierten Welt, der sie nicht mehr gewachsen sind.

## Hintergrund
- Der Film ist der zweite Teil von Herzogs inoffizieller Trilogie, die anderen Filme sind die Dokumentation Die fliegenden Ärzte von Ostafrika von 1969 und Fata Morgana aus dem Jahr 1971.

- Der in der Ödnis Lanzarotes gedrehte Schwarzweißfilm kam mit einem Budget von 200.000 US-Dollar aus.

- Nachdem bei den Dreharbeiten ein Darsteller Feuer gefangen hatte und später auch noch von einem Auto überrollt wurde, versprach Herzog in einen Kaktus zu springen, falls alle die Dreharbeiten überleben würden. Dieses Versprechen hielt er auch ein und hatte darauf ein halbes Jahr unter seinen Verletzungen zu leiden.[4]

## Kritiken
„Wie in Lebenszeichen schildert Herzog auch in seinem zweiten Spielfilm einen radikalen Ausbruchsversuch aus der Welt der Hierarchien und Konventionen, dem der Rückfall in zwanghafte Wiederholung folgt. Mit irritierenden, oft surrealistischen Bildfolgen sprengt der Film herkömmliche Erzähldramaturgien und strebt nach visionärer Grenzüberschreitung. Zahlreiche Motive aus Herzogs späterem Werk klingen an: die Gesellschaft, gesehen aus der Perspektive von Randexistenzen; Visionen vom Zusammenbruch der bürgerlichen Werte; Wahn und Besessenheit als wirklichkeitsgestaltende Kräfte.“